# Christine Scheyer
Christine Scheyer, född 18 juli 1994, är en österrikisk alpin skidåkare som debuterade i världscupen den 12 december 2014 i Åre i Sverige. Hennes första pallplats i världscupen kom när hon vann störtlopp den 15 januari 2017 i Zauchensee i Österrike.